# Convenção das Nações Unidas contra a Corrupção
A Convenção das Nações Unidas contra a Corrupção (United Nations Convention against Corruption, UNCAC) foi promulgada em 31 de outubro 2003 e entrou em vigor em 14 de dezembro de 2005. é o único tratado multilateral anticorrupção internacional juridicamente vinculativo. Negociado por estados membros da Organização das Nações Unidas (ONU), foi adotado pela Assembleia Geral da ONU em outubro de 2003 e entrou em vigor em dezembro de 2005. O tratado reconhece a importância de medidas preventivas e punitivas, aborda a natureza transfronteiriça de corrupção com disposições sobre cooperação internacional e sobre a devolução do produto da corrupção. O Escritório das Nações Unidas sobre Drogas e Crime (UNODC) em Viena atua como Secretariado da UNCAC. O objetivo da UNCAC é reduzir vários tipos de corrupção que podem ocorrer além das fronteiras dos países, como comércio de influência e abuso de poder, bem como a corrupção no setor privado, como peculato e lavagem de dinheiro. Outro objetivo da UNCAC é fortalecer a aplicação da lei internacional e a cooperação judicial entre os países, fornecendo mecanismos jurídicos eficazes para a recuperação internacional de ativos.
Espera-se que os Estados Partes - países que ratificaram a Convenção - cooperem em questões criminais e considerem a ajuda mútua nas investigações e procedimentos em questões civis e administrativas relacionadas à corrupção. A Convenção apela ainda à participação da sociedade civil e de organizações não governamentais nos processos de responsabilização e sublinha a importância do acesso dos cidadãos à informação.
No Brasil foi aprovado por meio do decreto n.º 5 687, de 31 de janeiro de 2006.

## Medidas e disposições da Convenção
A UNCAC cobre cinco áreas principais que incluem disposições obrigatórias e não obrigatórias:
- Medidas preventivas;
- Criminalização e aplicação da lei;
- Cooperação internacional;
- Recuperação de ativos; e
- Assistência técnica e troca de informações.

### Disposições gerais (Capítulo I, Artigos 1-4)

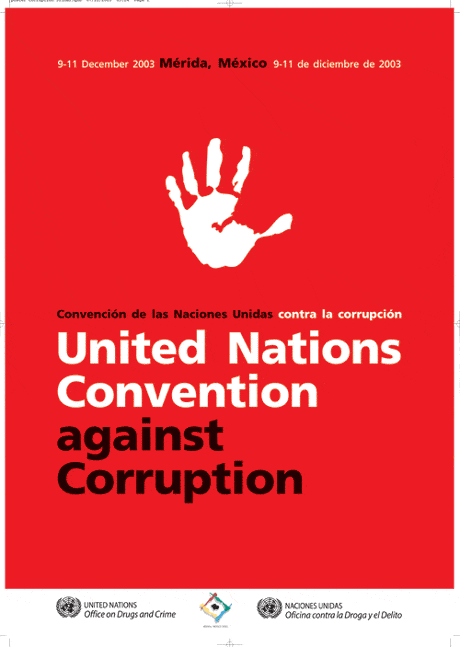
Convenção das Nações Unidas contra a Corrupção, 2003

Os artigos iniciais da UNCAC incluem uma declaração de propósito (Artigo 1), que cobre tanto a promoção da integridade e responsabilidade dentro de cada país quanto o apoio à cooperação internacional e assistência técnica entre os Estados Partes. Eles também incluem definições de termos críticos usados no instrumento. Alguns deles são semelhantes aos usados em outros instrumentos, em particular a Convenção das Nações Unidas contra o Crime Organizado Transnacional (UNTOC), mas aqueles que definem "funcionário público", "funcionário público estrangeiro" e "funcionário de uma organização pública internacional" são novos e são importantes para determinar o escopo de aplicação da UNCAC nessas áreas. A UNCAC não fornece uma definição de corrupção. O artigo 4 da UNCAC dispõe sobre a proteção da soberania nacional dos Estados Partes.

### Medidas preventivas (Capítulo II, Artigos 5 a 14)
A UNCAC reconhece a importância da prevenção nos setores público e privado. O Capítulo II inclui políticas preventivas, como a criação de órgãos anticorrupção e maior transparência no financiamento de campanhas eleitorais e partidos políticos. Os órgãos anticorrupção devem implementar políticas anticorrupção, disseminar conhecimentos e ser independentes, com recursos adequados e pessoal devidamente treinado.
Os países signatários da convenção devem garantir salvaguardas para que seus serviços públicos estejam sujeitos a salvaguardas que promovam a eficiência, a transparência e o recrutamento com base no mérito. Uma vez recrutados, os funcionários públicos devem ser regidos por códigos de conduta, requisitos para divulgações financeiras e outras medidas disciplinares apropriadas. A transparência e a responsabilização na gestão das finanças públicas também devem ser promovidas e são estabelecidos requisitos específicos para a prevenção da corrupção nas áreas particularmente críticas do setor público, como o judiciário e as compras públicas. A prevenção da corrupção também requer um esforço de todos os membros da sociedade em geral. Por essas razões, a UNCAC apela aos países para promover ativamente o envolvimento da sociedade civil e aumentar a conscientização pública sobre a corrupção e o que pode ser feito a respeito. As exigências feitas para o setor público também se aplicam ao setor privado - espera-se que ele também adote procedimentos e códigos de conduta transparentes.

### Criminalização e aplicação da lei (Capítulo III, Artigos 15 a 44)
O Capítulo III pede que as partes estabeleçam ou mantenham uma série de crimes específicos, incluindo não apenas crimes de longa data, como suborno e peculato, mas também condutas não criminalizadas anteriormente em muitos estados, como comércio de influência e outros abusos de funções oficiais. A ampla gama de formas pelas quais a corrupção se manifestou em diferentes países e a novidade de algumas das infrações colocam sérios desafios legislativos e constitucionais, um fato refletido na decisão do Comitê Ad Hoc de tornar algumas das disposições opcionais (" … Deve considerar a adoção de… ”) ou sujeito aos requisitos constitucionais internos ou outros fundamentais (“… sujeito à sua constituição e aos princípios fundamentais do seu sistema jurídico… ”). Atos específicos que as partes devem criminalizar incluem:
- suborno ativo de funcionários públicos nacionais, internacionais ou estrangeiros;
- suborno passivo de um funcionário público nacional;
- desvio de fundos públicos.

Outros crimes obrigatórios incluem a obstrução da justiça e a ocultação, conversão ou transferência de produtos do crime (lavagem de dinheiro). As sanções se estendem àqueles que participam e podem se estender àqueles que tentam cometer crimes de corrupção. UNCAC, portanto, vai além dos instrumentos anteriores desse tipo, que exigiam que as partes criminalizassem apenas formas básicas de corrupção. As partes são encorajadas - mas não obrigadas - a criminalizar, inter alia, o suborno passivo de funcionários públicos estrangeiros e internacionais, o comércio de influência, o abuso de função, o enriquecimento ilícito, o suborno e peculato do setor privado e a ocultação de ativos ilícitos.
Além disso, as partes são obrigadas a simplificar as regras relativas à evidência de comportamento corrupto, entre outros aspectos, garantindo que os obstáculos que possam surgir da aplicação das leis de sigilo bancário sejam superados. Isso é especialmente importante, uma vez que atos corruptos são frequentemente muito difíceis de provar em tribunal. Particularmente importante é também a introdução da responsabilidade das pessoas coletivas. Na área de aplicação da lei, a UNCAC apela a uma melhor cooperação entre os organismos nacionais e internacionais e com a sociedade civil. Há uma disposição para a proteção de testemunhas, vítimas, testemunhas especializadas e denunciantes para garantir que a aplicação da lei seja realmente eficaz.
A Rússia ratificou a convenção em 2006, mas não incluiu o artigo 20, que criminaliza o "enriquecimento ilícito". Em março de 2013, o Partido Comunista da Federação Russa apresentou uma petição com 115 000 assinaturas à Duma Estatal a favor de fazê-lo. Em 2015, no entanto, nenhuma lei desse tipo estava em vigor na Rússia.

### Cooperação internacional (Capítulo IV, Artigos 43-49)
De acordo com o Capítulo IV da UNCAC, os Estados Partes são obrigados a auxiliar uns aos outros em todos os aspectos da luta contra a corrupção, incluindo prevenção, investigação e julgamento de infratores. A cooperação assume a forma de extradição, assistência jurídica mútua, transferência de pessoas e processos penais e cooperação policial. A cooperação em questões civis e administrativas também é incentivada. Com base no Capítulo IV, a própria UNCAC pode ser usada como base para extradição, assistência jurídica mútua e aplicação da lei com relação a crimes relacionados à corrupção. A "dupla incriminação", que é um requisito de que o crime em questão deve ser criminalizado tanto no país requerente como no país requerido, é considerada cumprida independentemente de a mesma terminologia ou categoria de crime ser utilizada em ambas as jurisdições. No caso de um pedido de assistência envolvendo medidas não coercivas, os Estados Partes são obrigados a prestar assistência mesmo quando a dupla incriminação está ausente, sujeito apenas aos conceitos básicos de seus sistemas jurídicos. O Capítulo IV também contém outras disposições inovadoras destinadas a facilitar a cooperação internacional. Por exemplo, os Estados Partes que usam a UNCAC como base para extradição não devem considerar os crimes relacionados com a corrupção como crimes políticos; também pode ser prestada assistência em relação a infrações pelas quais as pessoas coletivas podem ser responsabilizadas; e o sigilo bancário não pode ser invocado como fundamento para a recusa de um pedido de assistência. A fim de garantir uma cooperação rápida e eficiente, cada Estado Parte deve designar uma autoridade central responsável pelo recebimento de solicitações de MLA. No geral, O Capítulo IV oferece uma plataforma ampla e flexível para a cooperação internacional. No entanto, suas disposições não esgotam todas as questões de cooperação internacional cobertas pela UNCAC, portanto, os propósitos da UNCAC e as disposições de outros capítulos também precisam ser levados em consideração.

### Recuperação de ativos (Capítulo V, Artigos 51-59)
O acordo sobre recuperação de ativos é considerado um grande avanço e muitos observadores afirmam que é uma das razões pelas quais tantos países em desenvolvimento assinaram a UNCAC. A recuperação de ativos é de fato uma questão muito importante para muitos países em desenvolvimento, onde a corrupção de alto nível tem saqueado a riqueza nacional. Chegar a um acordo sobre este Capítulo envolveu negociações intensas, uma vez que os legítimos interesses dos países que desejam recuperar ativos ilícitos devem ser conciliados com as salvaguardas jurídicas e processuais dos países nos quais a assistência será solicitada. Geralmente, no curso das negociações, os países que buscam recuperar ativos buscaram estabelecer presunções que tornassem clara sua propriedade sobre os ativos e priorizassem a devolução sobre outros meios de alienação. Os países nos quais a devolução provavelmente seria solicitada, por outro lado, tinham preocupações sobre a linguagem que poderia ter comprometido os direitos humanos básicos e as proteções processuais associadas à responsabilidade criminal e ao congelamento, apreensão, confisco e devolução de tais bens.
O Capítulo V da UNCAC estabelece a recuperação de ativos como um "princípio fundamental" da Convenção. As disposições sobre a recuperação de ativos estabelecem um quadro, tanto em direito civil como penal, para rastrear, congelar, confiscar e devolver fundos obtidos através de atividades corruptas. Na maioria dos casos, o estado requerente receberá os fundos recuperados, desde que possa comprovar a propriedade. Em alguns casos, os fundos podem ser devolvidos diretamente às vítimas individuais.
Se nenhum outro arranjo estiver em vigor, os Estados Partes podem usar a própria Convenção como base jurídica. O Artigo 54 (1) (a) da UNCAC estabelece que: "Cada Estado Parte (deverá) ... tomar as medidas que forem necessárias para permitir que suas autoridades competentes deem efeito a uma ordem de confisco emitida por um tribunal de outro estado parte "De fato, o Artigo 54 (2) (a) da UNCAC também prevê o congelamento provisório ou a apreensão de bens quando houver motivos suficientes para tomar tais ações antes da recepção de um pedido formal. 
Reconhecendo que recuperar ativos uma vez transferidos e ocultados é um processo extremamente caro, complexo e muitas vezes malsucedido, este capítulo também incorpora elementos destinados a prevenir transferências ilícitas e gerar registros que podem ser usados onde transferências ilícitas eventualmente precisam ser rastreadas, congelados, apreendidos e confiscados (artigo 52.º). A identificação de especialistas que possam auxiliar os países em desenvolvimento nesse processo também está incluída como forma de assistência técnica (Artigo 60 (5)).

### Assistência técnica e troca de informações (Capítulo VI, Artigos 60-62)
O Capítulo VI da UNCAC é dedicado à assistência técnica, ou seja, o apoio oferecido aos países em desenvolvimento e em transição na implementação da UNCAC. As disposições cobrem treinamento, recursos materiais e humanos, pesquisa e compartilhamento de informações. A UNCAC também exige cooperação por meio de organizações internacionais e regionais (muitas das quais já estabeleceram programas anticorrupção), esforços de pesquisa e a contribuição de recursos financeiros diretamente para países em desenvolvimento e países com economias em transição e para o UNODC.

### Mecanismos para implementação (Capítulo VII, Artigos 63-64)
O Capítulo VII trata da implementação internacional por meio da CoSP e do Secretariado da ONU.

### Disposições finais (Capítulo VIII, Artigos 65 a 71)
As disposições finais são semelhantes às encontradas em outros tratados da ONU. As principais disposições garantem que os requisitos da UNCAC devem ser interpretados como padrões mínimos, que os Estados Partes são livres de exceder com medidas "mais estritas ou severas" do que as estabelecidas em disposições específicas; e os dois artigos que regem a assinatura, ratificação e a entrada em vigor da Convenção.

## Implementação do UNCAC e mecanismo de monitoramento

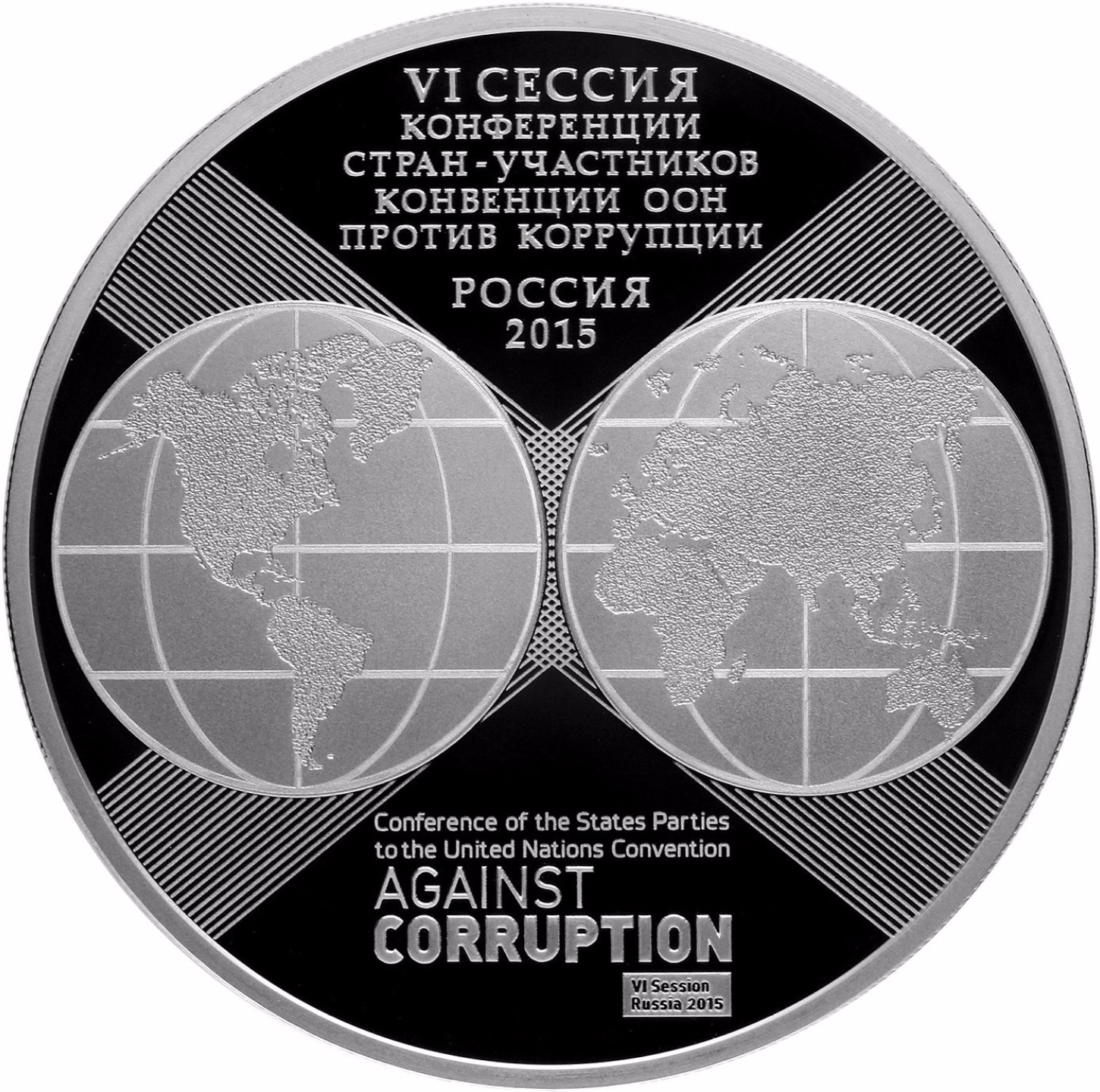

De acordo com o Artigo 63 (7) da UNCAC, “a Conferência estabelecerá, se julgar necessário, qualquer mecanismo ou órgão apropriado para auxiliar na implementação efetiva da Convenção”. Em sua primeira sessão, a CoSP estabeleceu um grupo intergovernamental de especialistas para fazer recomendações à Conferência sobre o mecanismo apropriado. Um " Programa de Revisão Piloto voluntário", que era de escopo limitado, foi iniciado para oferecer oportunidade adequada de testar possíveis métodos de revisão da implementação da UNCAC, com o objetivo geral de avaliar a eficiência e eficácia do (s) mecanismo (s) testado (s) e fornecer ao CoSP informações sobre as lições aprendeu e experiência adquirida, permitindo assim que a CoSP tome decisões informadas sobre o estabelecimento de um mecanismo apropriado para revisar a implementação da UNCAC.
A CoSP, em sua terceira sessão, realizada em Doha em novembro de 2009, adotou a Resolução 3/1 sobre a revisão da implementação da Convenção, contendo os termos de referência de um Mecanismo de Revisão da Implementação (IRM). Estabeleceu um mecanismo de revisão com o objetivo de ajudar os países a cumprir os objetivos da UNCAC por meio de um processo de revisão por pares. O IRM pretende aumentar ainda mais o potencial da UNCAC, fornecendo os meios para os países avaliarem o seu nível de implementação através do uso de uma lista de verificação de autoavaliação abrangente, a identificação de lacunas potenciais e o desenvolvimento de planos de ação para fortalecer o implementação da UNCAC no mercado interno. O UNODC atua como secretariado do mecanismo de revisão.
Os Termos de Referência contêm procedimentos e processos para a revisão por pares da implementação da UNCAC pelos Estados Partes, incluindo a formação de um órgão de supervisão denominado Grupo de Revisão da Implementação (IRG) Implementation Review Group.
Em julho de 2010, o IRG se reuniu pela primeira vez em Viena e adotou as diretrizes para especialistas governamentais e o secretariado da UNCAC - o Escritório das Nações Unidas sobre Drogas e Crime(UNODC) - na condução de uma revisão do país. O mecanismo consiste em uma revisão por pares em vários estágios que envolve a revisão de cada Estado Parte por dois pares - um da mesma região da ONU e um de outra. Para cobrir todos os Estados Partes, o processo de revisão é dividido em dois ciclos de cinco anos, nos quais os países são selecionados aleatoriamente para serem revisados em cada ano do ciclo. O primeiro ciclo teve início em 2010 e abrange os Capítulos III e IV da Convenção. O segundo ciclo foi lançado em novembro de 2015 e está em andamento, abrangendo os Capítulos II e V, revisando as medidas de prevenção à corrupção e recuperação de ativos. Embora o segundo ciclo esteja programado para terminar em 2021, o processo está enfrentando atrasos substanciais, mais de três anos no segundo ciclo, apenas 20 dos 184 países haviam concluído o processo de revisão até maio de 2019.
Ainda não foi decidido se e como o mecanismo de revisão continuará após o final dos cinco anos previstos para o segundo ciclo, mas se o primeiro ciclo for um guia, então as revisões continuarão além dos cinco anos.
Um processo de revisão do país segue estas fases:
1. Autoavaliação : O UNODC informa ao Estado Parte que está sendo revisado. O Estado Parte identifica um ponto focal para coordenar a participação do país na revisão e, em seguida, preenche uma lista de verificação padronizada de autoavaliação - self-assessment checklist.
2. Revisão por pares : dois Estados Partes revisores - decididos por lotes[16] – fornecem especialistas - experts - para formar uma equipe de revisão. A equipe realiza uma análise documental da lista de verificação de autoavaliação preenchida. Pode exigir mais informações do ponto focal e diálogo direto por meio de teleconferências ou uma visita ao país, se acordado pelo país revisado.
3. Relatório de avaliação do país e resumo executivo : com a ajuda do UNODC, a equipe de avaliação de especialistas prepara um relatório de avaliação do país - country review report - O relatório é enviado ao ponto focal para aprovação. Em caso de desacordo, os revisores e o ponto de contato dialogam para chegar a um relatório final consensual, que é publicado na íntegra somente com a concordância do país analisado. A equipe de revisão de especialistas produz um resumo executivo deste relatório (7–12 páginas), que é publicado automaticamente no site do UNODC.

## Coalizão UNCAC
A Coalizão UNCAC, estabelecida em 2006, é uma rede global de mais de 350 organizações da sociedade civil (OSC) em mais de 100 países, comprometida em promover a ratificação, implementação e monitoramento da UNCAC. A Coalizão se engaja em ações conjuntas em torno de posições comuns na UNCAC, facilita a troca de informações entre os membros e apoia os esforços da sociedade civil nacional para promover a UNCAC. Os membros da coalizão compartilham pontos de vista por meio do site da Coalizão e de uma lista de mala direta e grupos de trabalho ad hoc. A Coalizão apóia organizações da sociedade civil a participarem e contribuírem com o processo de revisão da UNCAC, inclusive por meio de suporte técnico.
A Coalizão, diretamente e por meio de seus membros, advoga por maior transparência e espaço para a participação da sociedade civil em todos os fóruns da UNCAC - a Conferência dos Estados Partes, as reuniões do Grupo de Revisão da Implementação, grupos de trabalho e o processo de revisão em nível nacional. Além disso, a Coalizão busca avançar nas discussões sobre questões-chave cobertas pela Convenção, incluindo:
- Acesso a informação
- Recuperação de Ativos
- Transparência da propriedade da empresa benéfica
- Proteção de denunciantes e ativistas anticorrupção

Tem como objetivo mobilizar um amplo apoio da sociedade civil para a UNCAC e facilitar uma forte ação da sociedade civil a nível nacional, regional e internacional em apoio à UNCAC. A Coalizão está aberta a todas as organizações e indivíduos comprometidos com esses objetivos. A amplitude da UNCAC significa que sua estrutura é relevante para uma ampla gama de OSCs, incluindo grupos que trabalham nas áreas de direitos humanos, direitos trabalhistas, governança, desenvolvimento econômico, meio ambiente e responsabilidade do setor privado.

## Desafios
A ratificação da UNCAC, embora essencial, é apenas o primeiro passo. A implementação total de suas disposições apresenta desafios significativos para a comunidade internacional, bem como para os Estados Partes individuais, particularmente em relação às áreas inovadoras da UNCAC. Por esta razão, os países frequentemente precisam de orientação política e assistência técnica para garantir a implementação eficaz da UNCAC. Os resultados dos primeiros anos de IRM mostraram que muitos países em desenvolvimento identificaram necessidades de assistência técnica. A prestação de assistência técnica, prevista na UNCAC, é fundamental para garantir a incorporação plena e eficaz das disposições da UNCAC nos ordenamentos jurídicos nacionais e, sobretudo, na realidade do quotidiano.